# Pedro de Corral
Pedro de Corral o del Corral (¿1385? - ), escritor español.

## Biografía
Por conjetura razonable se puede determinar que Pedro de Corral nació entre 1380 y 1390. Huérfano a temprana edad, descendía por rama paterna y materna de dos de las familias patricias de Valladolid, lugar de residencia frecuente de los reyes de Castilla durante los siglos XIII, XIV y XV. Como segundón, es poco probable que heredara los bienes de su padre y optó por utilizar el patronímico de la madre en lugar del "Villandrando" de su padre que fue heredado por su hermano mayor, Rodrigo, de quien se ha documentado más información (tuvo un ascenso  meteórico en el círculo contesano de Juan II de Castilla después de una distinguida carrera como mercenario al lado de los franceses en la guerra de los Cien Años).
Juan II concedió Rodrigo el título de conde de Ribadeo, cuando regresó a Castilla en 1434 a la cabeza del ejército privado que había ofrecido primero como mercenario al rey de Aragón. Pedro Corral es mencionado en el siglo XVI por el historiador aragonés Jerónimo Zurita, en sus Anales de la Corona de Aragón como emisario enviado por Rodrigo de Villandrando para ofrecer sus servicios al rey de Aragón en 1431 antes de su regreso a la península ibérica. En este papel Pedro Corral también representó los intereses del patriciado a que pertenecía. La concesión de un título de nobleza y de un estado considerable, muy probablemente lo enfrentaron políticamente con los familiares de su madre y su padre, que eran partidarios más probables de los Infantes de Aragón. Cómo se vería afectado Pedro Corral por la buena fortuna de su hermano, lo ignoramos.

## Obras

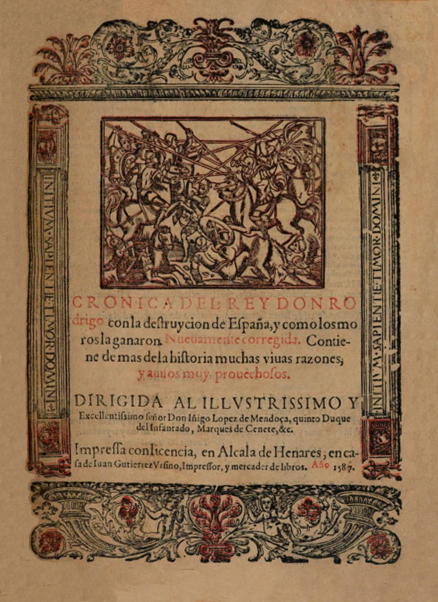
Crónica del rey don Rodrigo con la destrucción de España (Alcalá de Henares, 1587).

Su única obra conocida es la amplia Crónica sarracina o Crónica del rey don Rodrigo con la destruyción de España (escrita en 1443 y publicada probablemente en Sevilla en 1499), considerada por algunos críticos como la primera novela caballeresca de la literatura española. Fue muy famosa e influyente la edición de 1587 y modernamente la ha editado el hispanista James Donald Fogelquist.
Se la atribuye su contemporáneo Fernán Pérez de Guzmán, quien lo ataca como un charlatán en una exposición sobre la metodología adecuada para la escritura de la historia que hace en el "Prólogo" a sus Generaciones y semblanzas, llamándolo "liviano e presuntuoso hombre", y diciendo que su obra más apropiadamente podría llamarse "trufa o mentira paladina". Pérez de Guzmán no admitía la ingeniosa síntesis del elemento historiográfico con el elemento narrativo porque creía podría socavar la credibilidad de la "verdad" narrativa histórica, ni la existencia de un género literario medieval, el de la "historia fingida", fundada en el tópico literario del manuscrito encontrado que aparece, por ejemplo, al comienzo del Amadís de Gaula. En otras palabras, como escribió Marcelino Menéndez Pelayo en sus Orígenes de la novela:
No es un libro de historia verídica, sino un libro de caballerías, de especie nueva, y no de los menos agradables e ingeniosos, a la vez que la más antigua novela histórica de argumento nacional que posee nuestra literatura. Pedro del Corral, siguiendo la costumbre de los autores de libros de este jaez, atribuyó su relato a los fabulosos historiadores Eleastras, Alanzuri y Carestes, a quienes hace intervenir en la acción; pero ocultó su verdadera fuente, que era un libro realmente histórico, si bien muy corrompido e interpolado (M. M. Pelayo, "VII. Novela histórica", en su Orígenes de la novela)
La Crónica sarracina inspiró el Romancero y numerosas novelas y dramas de escritores como José Zorrilla o Hartzenbusch. Narra la leyenda del rey visigodo, su aventura en la Cueva de Hércules, sus amores con la Cava y su penitencia en Viseo: enterrado vivo con una serpiente de dos cabezas, se lo va comiendo con lentitud. Pero de esos tres elementos que abarca la leyenda de Don Rodrigo, uno solo, el de su penitencia, es seguramente de origen cristiano. Los otros dos (casa o cueva encantada de Toledo, amores de la Cava) pasaron de las crónicas árabes a las cristianas. Corral se inspiró en la Crónica del moro Rasis y en la Crónica Troyana para escribir este ameno libro de caballerías, que su autor atribuye a los hipotéticos "Carestes, Eleastras y Alanzuri". Muy leída, inspiró obras de Lope de Vega, Walter Scott, Washington Irving, Robert Southey etcétera. De esta obra derivan algunos romances tenidos por viejos.